# Borgarknappur
Borgarknappur er et fjeld på Suðuroy i det sydlige Færøerne. Fjeldet er 574 meter højt. Det ligger i hjertet af øen, vest for bygden Hov og sydøst for Fámjin, sydvest for Øravík og nord for Vágur. En anden fjeldtop, Borgin (570 meter), ligger umiddlebart vest for Borgarknappur, mens Hvannafelli (558 meter) ligger længere mod syd. 

## Varder
Før der blev bygget veje mellem landsbyerne på Suðuroy, gik befolkningen fra bygd til bygd via stier over fjeldene. Mange af disse stier mødes nær Borgarknappur på et sted, der kaldes Mannaskarð og ligger ved fjeldet Laðanfelli (487 meter). For at hjælpe folk med at finde vej i fjeldene blev der rejst varder langs stierne. De fleste af disse varder står der stadig. De bruges i dag mest af vandreturister. Stierne, der mødes ved Mannaskarð, kommer fra bygderne Øravík, Fámjin, Porkeri, Hov og Vágur.